# آردي-191

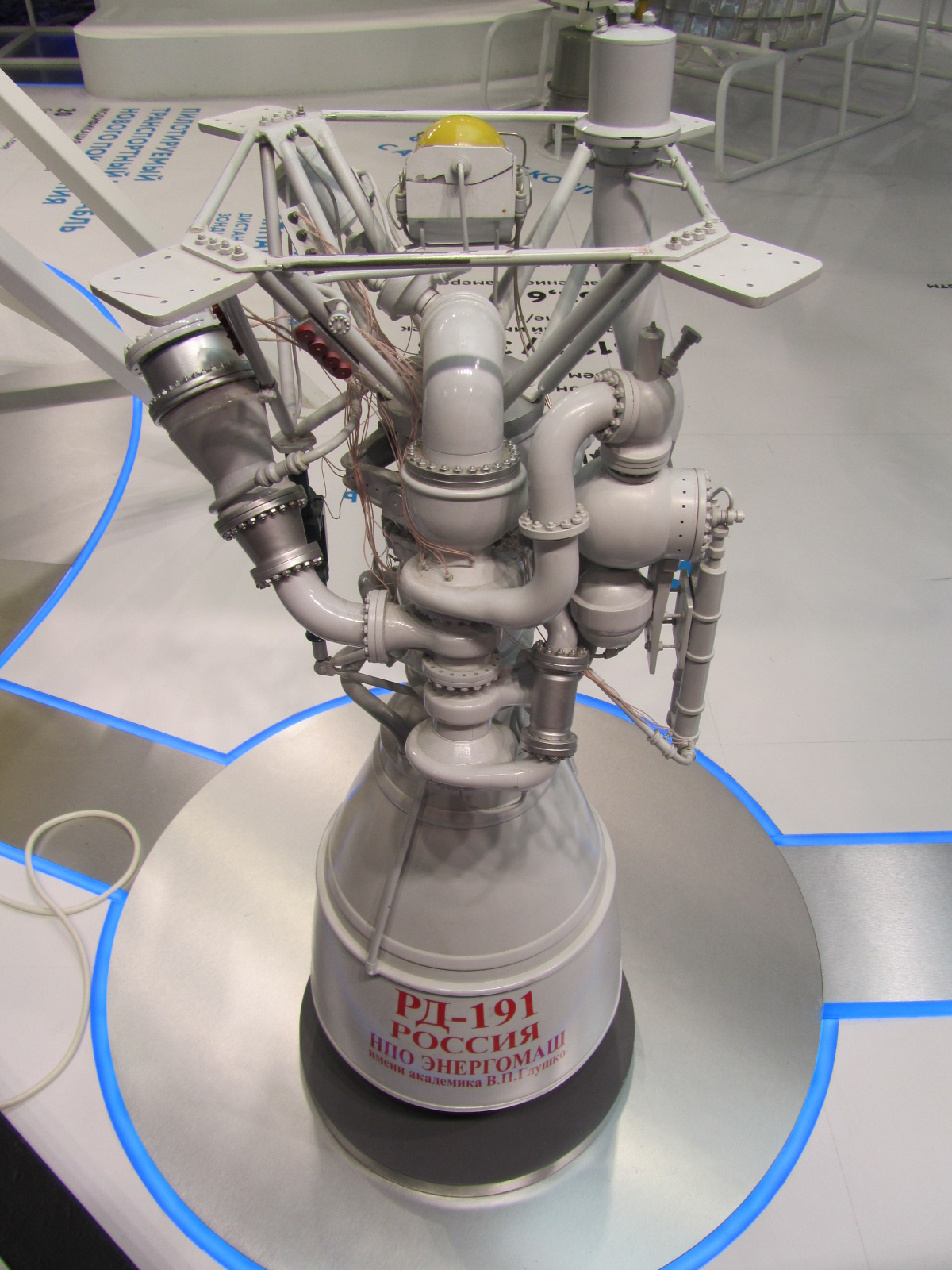

آردي-191 (بالإنجليزية: RD-119) هو محرك صاروخي عالي الأداء ذو غرفة احتراق أحادية، تم تطويره في روسيا. وهو مشتق من محرك آردي-180 ذو غرفة احتراق مزدوجة، والذي اشتق بدوره من محرك آردي-170 المكون من أربع غرف احتراق والذي تم استخدامه في الأصل في قاذفة إنرجيا.
يستعمل محرك آردي-191 خليطا من كيروسين ب-م1 والأكسجين السائل ويستخدم دورة احتراق مرحلية غنية بالأكسجين. من المتوقع أن يصبح المحرك في المستقبل محور عمل في قطاع الفضاء الروسي ، حيث يتم التخلي التدريجي من الإنتاج والخدمة عن مركبات الإطلاق القديمة.

## التصميم
يتم توفير اشتعال الحرق كيميائيا، عن طريق تغذية سائل مساعد للتشغيل في غرفة الاحتراق ومولد الغاز الذي يشتعل تلقائيا عند ملامسة الأكسجين السائل. المحرك قادر على اختناق ما يصل إلى 30 ٪ من قوة الدفع الاسمية ؛ يسمح التصميم أيضًا بتوجيه محسّن لفترة قصيرة (يصل إلى 105٪ من المستوى الاسمي) في حالات الطوارئ. يوفر تعليق Cardan أدوات تحكم في الانحراف والانعكاس من خلال انحراف الدفع المقوى يصل إلى 8 درجات.
بتصميم عصري، يتضمن المحرك حساسات تراقب ظروف الاحتراق. تستخدم هاته الحسابات للقياس عن بعد وكنظام طوارئ للحماية.
يفي المحرك الرئيسي بوظيفتين إضافيتين ، تسخين غاز الهيليوم من أجل الضغط على خزانات الوقود الدافع وتوليد الطاقة الهيدروليكية للمحركات الهيدروليكية لتشتيت الفوهات ودوامات الديناميكا الهوائية.

## تطوير
في 5 سبتمبر 2008 ، ذكرت الشركة المطورة NPO Energomash، أن المحرك قد أتم دورة كاملة من اختبارات التطوير والحرق وجاهز للتصنيع والتسليم.  مركبة الإطلاق الرئيسية التي تستخدم هذا المحرك هي صاروخ Angara ، الذي يتم تطويره حاليًا. 
اعتبارًا من عام 2010 ، اجتاز المحرك جميع مراحل التطوير وتراكمت النماذج الأولية التسعة لأكثر من 23000 ثانية في 105 اختبارات إطلاق ، مع وصول واحد منها إلى أقصى مدة تشغيل قدرها 3635 ثانية في 12 اختبارًا. الاختبارات بين الأقسام مازالت جارية وتصنيع محركات اختبارات تطوير الرحلة. ستبدأ اختبارات الطيران بإطلاق صاروخ من طراز Angara-1.2 من الفئة الخفيفة ، ثم من قاذفة ثقيلة من طراز Angara-A5. على الرغم من مشاكل التمويل ، فإن العمل على محرك RD-191 يتماشى مع الجدول الرئيسي لعائلة صاروخ Angara. 

## المتغيرات

### RD-151
تم اختبار نسخة من RD-191 ذات قوة دفع مخفضة إلى 170 طنًا ، تسمى RD-151 ، في 30 يوليو 2009. تم إجراء أول اختبار طيران لهذا المحرك في 25 أغسطس 2009 كجزء من أول إطلاق لصاروخ Naro-1 الكوري الجنوبي.  

### RD-181
يستند RD-181 إلى RD-191 ويتم تكييفه للتكامل على صاروخ أنتاريس . بينما تم تصميم RD-193 كبديل قريب عن NK-33 ، في 17 ديسمبر 2014 ، أعلنت Orbital Sciences أنها ستستخدم NPO Energomash RD-181 في الإصدار الثاني من مركبة Antares وتعاقدت مباشرة مع NPO Energomash لكمية تصل إلى 20 محرك RD-181.  يتم استخدام محركين في المرحلة الأولى من كل صاروخ Antares ، والذي يستخدم حاليا لنقل البضائع إلى محطة الفضاء الدولية بموجب عقد مع وكالة ناسا.  بينما ذكرت الصحافة الروسية أن العقد كان بقيمة دولار أمريكي   1   مليار مع الخيارات ، صرحت شركة أوربيتال في 26 يناير 2015 أنه حتى عند ممارسة جميع الخيارات ، كان العقد أقل من هذا المبلغ ، وأن الالتزام التعاقدي الأولي كان أقل بكثير من ذلك. في 19 فبراير 2015 ، قالت Orbital ATK إن صاروخها أنتاريس الجديد الذي تم تجديده والذي يتميز بمحرك رئيسي جديد سيطلق أول إطلاق له في مارس 2016. في 29 مايو 2015 ، ذكرت Orbital أن المحركات الجديدة قد أجرت بنجاح سبع عمليات إطلاق مشهودة وكلها جاءت حسب المتوقع. كما ذكرت أن أول نموذجين للإطلاق كانا يجريان اختباراتهما النهائية وسيتم تسليمهما إلى أوربيتال في أوائل يوليو.      
يملك هذان الصاروخان من RD-181 قوة دفع أقو بـ440 كيلونيوتن (100000) عن محركات AJ-26 المقترنة التي استعملت في الجيل الأول من آنتاريس. قامت شركة Northrop Grumman Innovation Systems (أوربيتال سابقًا) بتعديل المرحلة الأساسية لاستيعاب الأداء المتزايد ، ثم لإنهاء التزامها بعقد الشحن CRS-1 تجاه وكالة ناسا لتقديم ما مجموعه 20,000 كيلوغرام (44,000 رطل) من البضائع في أربع رحلات إضافية فقط ، بدلاً من خمس رحلات أخرى كانت مطلوبة مع مجموعة AJ-26 / Antares I.
بالنسبة إلى ترقيات Antares 230+ ، التي ظهرت لأول مرة مع مهمة CRS-2 Cygnus NG-12 ، تمت إزالة المبادلات الحرارية من محرك RD-181.  

### RD-193
في أبريل 2013 ، تم الإعلان عن أن الاشتقاق الإضافي ، RD-193 ، قد أكمل الاختبار. هذا الإصدار أخف وزنا وأقصر ، مصمم للاستخدام على قاذفة الضوء Soyuz-2.1v عند نفاد مخزون فائض محركات NK-33 . 

## روابط خارجية
- "RD-191". Energomash. مؤرشف من الأصل في 2014-07-05.